# Béoumi
Béoumi  è una città, sottoprefettura e comune della Costa d'Avorio, situata nella regione di Gbêkê. È capoluogo dell'omonimo dipartimento e conta una popolazione di 73 475 abitanti (censimento 2014).